# أولاد سليمان (البدوزة)
أولاد سليمان هي إحدى مشيخات المملكة المغربية، تتبع جغرافيا لإقليم آسفي وإداريًا لالبدوزة. يقدر عدد سكانها بـ 16058 نسمة حسب الإحصاء الرسمي للسكان والسكنى لسنة 2004.